# Droga krajowa nr 59 (Polska)
Droga krajowa nr 59 (DK59) – droga krajowa o długości ok. 90 km, leżąca na obszarze województwa warmińsko-mazurskiego. Trasa ta łączy Giżycko z Rozogami.

## Historia numeracji
Na przestrzeni lat trasa posiadała różne oznaczenia i klasyfikacje:

| Numer | Kategoria     | Przebieg                                   | Lata obowiązywania | Źródło | Uwagi                                                                        |
| --- | ------------- | ------------------------------------------ | ------------------ | --- | ---------------------------------------------------------------------------- |
| Trasa od 1945 roku na terenie Polski. Brak danych na temat numeracji przed 1986 r. – w ówczesnych mapach i atlasach drogowych arteria oznaczana jest jako droga drugorzędna. |               |                                            |                    | |                                                                              |
| 608 | droga krajowa | Giżycko – Ryn – Mrągowo                    | 14 II 1986 – 2000  | - Uchwała nr 192 Rady Ministrów z dnia 2 grudnia 1985 r. w sprawie zaliczenia dróg do kategorii dróg krajowych (M.P. z 1986 r. nr 3, poz. 16) - Polska: Atlas samochodowy 1:300 000. Wyd. pierwsze. Warszawa: Państwowe Przedsiębiorstwo Wydawnictw Kartograficznych, 1992. ISBN 83-7000-080-0. Brak numerów stron w książce - Polska: Mapa samochodowa 1:700 000, wyd. 1, Szczecin: Wydawnictwo Kartograficzne KOMPAS, 1996–1997, ISBN 83-904373-2-5. Brak numerów stron w książce - Polska: Mapa samochodowa 1:700 000, wyd. II Zmienione i poprawione, Szczecin: Wydawnictwo Kartograficzne KOMPAS, 1997–1998, ISBN 83-904373-3-3. Brak numerów stron w książce |                                                                              |
| 602 | droga krajowa | Mrągowo – Nawiady – Rozogi                 | 14 II 1986 – 2000  | - Uchwała nr 192 Rady Ministrów z dnia 2 grudnia 1985 r. w sprawie zaliczenia dróg do kategorii dróg krajowych (M.P. z 1986 r. nr 3, poz. 16) - Polska: Atlas samochodowy 1:300 000. Wyd. pierwsze. Warszawa: Państwowe Przedsiębiorstwo Wydawnictw Kartograficznych, 1992. ISBN 83-7000-080-0. Brak numerów stron w książce - Polska: Mapa samochodowa 1:700 000, wyd. 1, Szczecin: Wydawnictwo Kartograficzne KOMPAS, 1996–1997, ISBN 83-904373-2-5. Brak numerów stron w książce - Polska: Mapa samochodowa 1:700 000, wyd. II Zmienione i poprawione, Szczecin: Wydawnictwo Kartograficzne KOMPAS, 1997–1998, ISBN 83-904373-3-3. Brak numerów stron w książce | droga przystosowana do ruchu ciężkiego – dopuszczalny nacisk na oś do 10 ton |
| 59 | droga krajowa | Giżycko – Ryn – Mrągowo – Nawiady – Rozogi | od 2000            | - Zarządzenie nr 6 Generalnego Dyrektora Dróg Publicznych z dnia 9 maja 2000 r. w sprawie nowych numerów dróg krajowych, [w:] Rzeczpospolita [online], 4 lipca 2000. - Polska: Mapa samochodowa 1:700 000, wyd. XII Zmienione, poprawione i uaktualnione, Szczecin: Wydawnictwo Kartograficzne KOMPAS, 2004–2005, ISBN 83-904373-7-6. Brak numerów stron w książce |                                                                              |

## Dopuszczalny nacisk na oś
Na całej długości drogi dopuszczalny jest ruch pojazdów o nacisku pojedynczej osi do 11,5 tony.

## Miejscowości leżące na trasie 59
- Giżycko (droga 63)
- Ryn
- Mrągowo (droga 16)
- Nikutowo (droga 16)
- Piecki
- Nawiady
- Mojtyny
- Stare Kiełbonki (droga 58)
- Spychowo
- Rozogi (droga 53)